# Federação Neocaledônia de Futebol
A Federação Neocaledônia de Futebol (em francês: Fédération Calédonienne de Football, ou FCF) é o órgão dirigente do futebol na Nova Caledônia. Ela é a responsável pela organização dos campeonatos disputados no país, bem como da Seleção Nacional masculina e feminina.